# Poduzetnička Zona Jalžabet
Poduzetnička Zona Jalžabet je naselje u Republici Hrvatskoj, u sastavu Općine Jalžabet, Varaždinska županija. Nastalo je 2021. godine izdvajanjem dijela naselja Jakopovec. Naselje nema stalno stanovništvo već ga čine isključivo industrijska i poduzetnička zemljišta.

## Povijest
Naselje je nastalo na popisu 2021. izdvajanjem industrijskog dijela iz naselja Jakopovec.

## Stanovništvo
Prema popisu 2021. u naselju živi 0 stanovnika.